# Apatura burmana
Apatura burmana är en fjärilsart som beskrevs av Robert Christopher Tytler 1940. Apatura burmana ingår i släktet Apatura och familjen praktfjärilar. Inga underarter finns listade i Catalogue of Life.